# Jan Hogendijk
Pour les articles homonymes, voir Hoogendijk.
Jan Pieter Hogendijk (né le 21 juillet 1955) est un mathématicien et historien des sciences néerlandais.

## Formation et carrière
Hogendijk obtient en 1983 son doctorat à l'Université d'Utrecht. En tant que chercheur post-doctoral il est jusqu'en 1985 professeur assistant en visite à l'Université Brown auprès de David Pingree et de 1985 à 1986 il est assistant à l'Institut d'histoire des sciences de l'Université Johann Wolfgang Goethe de Francfort-sur-le-Main.
De 2004 à 2009 il a été professeur d'histoire des mathématiques à l'Université de Leyde et depuis 2005 il est professeur d'histoire des mathématiques à l'Université d'Utrecht. il a également été professeur adjoint à l'Université du roi Fahd à Dhahran et de 2008 à 2010 à l'Université de Téhéran.

## Prix et distinctions
Hogendijk est devenu membre de l'Académie royale néerlandaise des arts et des sciences en 2010.
Hogendijk a contribué à l'étude des mathématiques grecques et des mathématiques dans l'Islam médiéval ; il fournit une liste de sources sur son site web (ci-dessous).
En 2012, il a reçu le premier prix Otto Neugebauer pour l'histoire des mathématiques, décerné par la Société mathématique européenne, « pour avoir illuminé comment les mathématiques grecques ont été absorbées dans le monde arabe médiéval, la façon dont les mathématiques se sont développées dans l'Islam médiéval, et comment elles ont finalement été transmises à l'Europe. »
En 1994 il est conférencier invité au congrès international des mathématiciens à Zürich, avec une conférence intitulée « Mathematics in medieval islamic Spain ».
De 1996 à 1999 il est rédacteur en chef de la revue Historia Mathematica.

## Sélection de publications
Une bibliographie des publications d'Hogendijk est incluse dans son site web.
- (en) Jan Hogendijk, « Arabic traces of the lost works of Apollonius », Archive for History of Exact Sciences, vol. 35, no 3,‎ 1986, p. 187–253.
- (en) Jan Hogendijk, « Observations on the icosahedron in Euclid's Elements », Historia Mathematica, vol. 14, no 2,‎ 1987, p. 175–177.
- (en) Jan Hogendijk, « Sharaf al-Din al-Tusi on the number of positive roots of cubic equations », Historia Mathematica, vol. 16, no 1,‎ 1989, p. 69–85.
- (en) Jan Hogendijk, « Desargues’ Brouillon project and the Conics of Apollonius », Centaurus, vol. 34, no 1,‎ 1991, p. 1–43.
- (en) Jan Hogendijk, « B.L. van der Waerden's detective work in ancient and medieval mathematical astronomy », Nieuw Archief voor Wiskunde, vol. Vierde Serie 12, no 3,‎ 1994, p. 145–58.
- (en) Jan Hogendijk, « Mathematics in medieval Islamic Spain », Proceedings of the International Congress of Mathematicians,‎ 1994, p. 1568–80.
- (en) Jan Hogendijk, « The Introduction to Geometry by Qusta ibn Luqa: translation and commentary », Suhayl, no 8,‎ 2008, p. 163–221.